# Tuttoquotidiano
Tuttoquotidiano è stato un quotidiano italiano, con sede a Cagliari, pubblicato dal 1974 al 1979.

## Storia
Tuttoquotidiano fu fondato a Cagliari il 12 luglio 1974 da una cordata di proprietari composta da Paolo Ragazzo, imprenditore nel settore della sanità, e Flavio Carboni,  faccendiere sassarese. La gestione fu affidata al direttore Piercarlo Carta, esperto giornalista già corrispondente dalla Sardegna de Il Giornale d'Italia, e al caporedattore Lorenzo Gagliardi, anche lui giornalista di esperienza de Il Giornale d'Italia. La direzione marketing fu affidata a Angelo Berto, che aveva già lavorato in Sipra.
Il giornale si connotava nel panorama italiano per sua la modernità: stampato in un moderno stabilimento in Viale Elmas, a pochi metri dall'aeroporto di Cagliari, con tecnologia elettronica e in off-set, tra i primi quotidiani europei, poteva avere una media di 24 pagine a colori, quando il Corriere della Sera era ancora in bianco e nero e di un minor numero di pagine.
Il giornale si collocava vicino alla destra cagliaritana, ponendosi come alternativa ai due principali quotidiani sardi, L'Unione Sarda e La Nuova Sardegna, di proprietà del petroliere Nino Rovelli e ritenuti di sinistra.
Tuttoquotidiano riuscì a conquistare lettori e copie dagli altri due giornali della regione, tanto che per un certo periodo si arrivò a ipotizzare la chiusura o la fusione di uno dei due quotidiani. Tuttavia, vennero contratti debiti che non riuscirono a essere ripianati, così il giornale entrò in crisi e fallì il 10 luglio 1976. I dipendenti, contrari all'interruzione delle pubblicazioni, diedero vita a una cooperativa di giornalisti e poligrafici, la Iniziative Editoriali Sarde, avviando un'esperienza di autogestione. Il giornale continuò così la normale pubblicazione, cambiando tuttavia linea editoriale: abbandonò infatti lo schieramento conservatore, divenendo più moderato, sotto la direzione di Antonio Pinna, coadiuvato dal suo alter ego Giovanni Pisano. Dopo altri tre anni di pubblicazioni, a seguito del perdurare delle difficoltà finanziarie nel 1979 Tuttoquotidiano fu costretto a chiudere. Gli stabilimenti di viale Elmas furono pertanto venduti a un gruppo di imprenditori.

## Giornalisti e collaboratori
Tra i giornalisti che hanno lavorato e, talvolta, si sono formati a Tuttoquotidiano si possono citare il capo redattore Lorenzo Gagliardi, Giovanni Maria Bellu, attuale condirettore ed editorialista de L'Unità, Marco Corrias, attualmente giornalista del TG5, Enrico Endrich, deputato e critico d'arte.